# Casa de los Noriega
La Casa de los Noriega es un edificio situado en Membrillar, provincia de Palencia.

## Historia
Construida entre los siglos XVI y XVII, en su fachada principal fue tallado el escudo de la familia Noriega, datado en el año 1711. Esta familia disponía de una capilla con capellán propio en la Iglesia de Nuestra Señora de la Asunción, situada junto a la citada casa solariega.

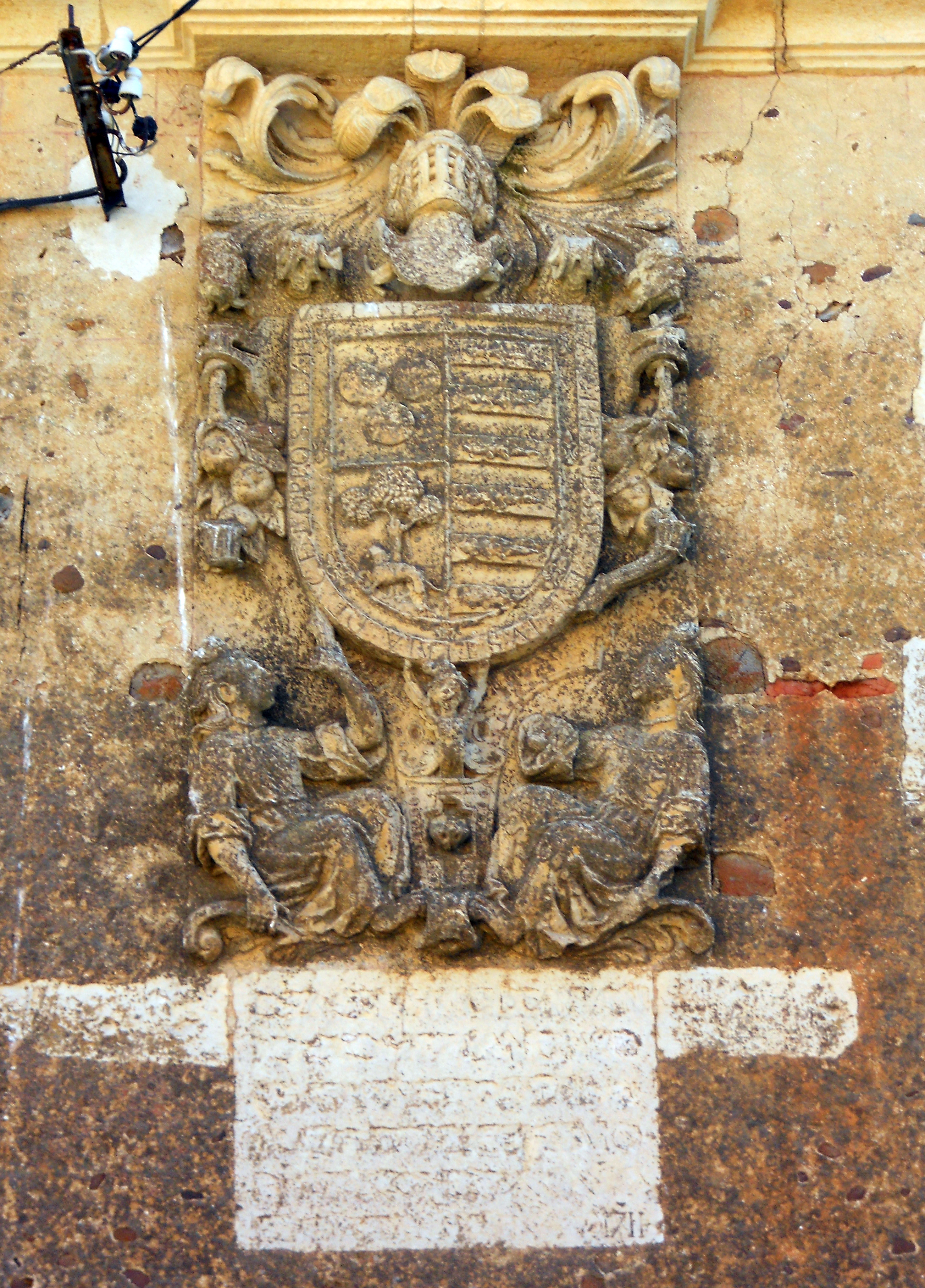
Detalle del escudo.

- Datos: Q17624470
- Multimedia: House of Noriega / Q17624470